# Dòng chảy tầng
Dòng chảy tầng - là dòng chảy mà trong đó chất lỏng (khí) di chuyển thành từng lớp, không có sự hòa trộn và không có các xung động (nghĩa là thay đổi vận tốc và áp suất nhanh và hỗn loạn)
Profile vận tốc có dạng nghiệm giải tích.
Chỉ trong dòng chảy tầng mới có thể thu được nghiệm chính xác của các phương trình chuyển động của chất lỏng (Phương trình Navier-Stokes), ví dụ như Dòng chảy Poiseuille.
Dòng chảy tầng hiếm gặp trong đời sống, ví dụ như dòng chảy nước ngầm trong lòng đất, các dạng dòng chảy đối với những chất lỏng có độ nhớt cực cao.

## Chuyển qua sự chảy rối
Dòng chảy tầng chỉ tồn tại đến một giá trị nào đó của Số Reynolds, khi vượt quá giá trị này dòng chảy sẽ chuyển sang dòng chảy rối. Giá trị tới hạn của Số Reynolds phụ thuộc vào từng dạng chảy cụ thể (dòng chảy trong ống tròn, sự chảy bao quanh quả cầu,...). Ví dụ, đối với dòng chảy trong ống trụ tròn {\displaystyle Re_{kp}\simeq 2300}.

Hình minh họa dòng chảy tầng (a) và dòng chảy rối (b) trong một lớp phẳng

Trong một số trường hợp để thu được giá trị ngưỡng của Số Reynolds nhất thiết phải dẫn ra sự phân tích tuyến tính về tính ổn định - phân tích lý thuyết tính ổn định dưới tác động của các nhiễu loạn vô cùng nhỏ. Ví dụ, ngưỡng đối với sự chảy giữa 2 mặt song phẳng và dòng chảy Tailor giữa các hình trụ xoay.
Trong thủy lực học, nếu ống có tiết diện không tròn, thì {\displaystyle Re_{kp}} được tính theo đường kính thủy lực học dг=4F/χ, F - diện tích mặt cắt ngang của ống, χ - chu vi bão hòa toàn phần.